# Val McDermid
Val McDermid (Kirkcaldy, 4 de junho de 1955) é uma escritora escocesa, mais conhecida por uma série de romances do gênero policial, apresentando o personagem do psicólogo clínico Dr. Tony Hill. 
Os seus livros tornaram-se famosos por serem dos primeiros a terem protagonistas lésbicas.

## Biografia
Cresceu em Kirkcaldy, uma antiga cidade mineira na costa Este da Escócia, e estudou no College St Hilda’s da Universidade de Oxford, onde foi a primeira aluna a ser admitida vinda de uma escola estadual escocesa. Depois da universidade tornou-se jornalista e trabalhou 14 anos em jornais nacionais, foi a chefe do escritório norte de um tablóide de domingo.
McDermid recebeu um doutorado honorário da Universidade de Sunderland em 2011. Ela é co-fundadora do Festival Harrogate Crime Writing e do prêmio Romance Criminal do Ano Theakston's Old Peculier, parte dos Festivais Internacionais de Harrogate. Em 2017, McDermid foi eleita Fellow da Sociedade Real de Edimburgo, bem como Fellow da Sociedade Real de Literatura.

### Vida pessoal

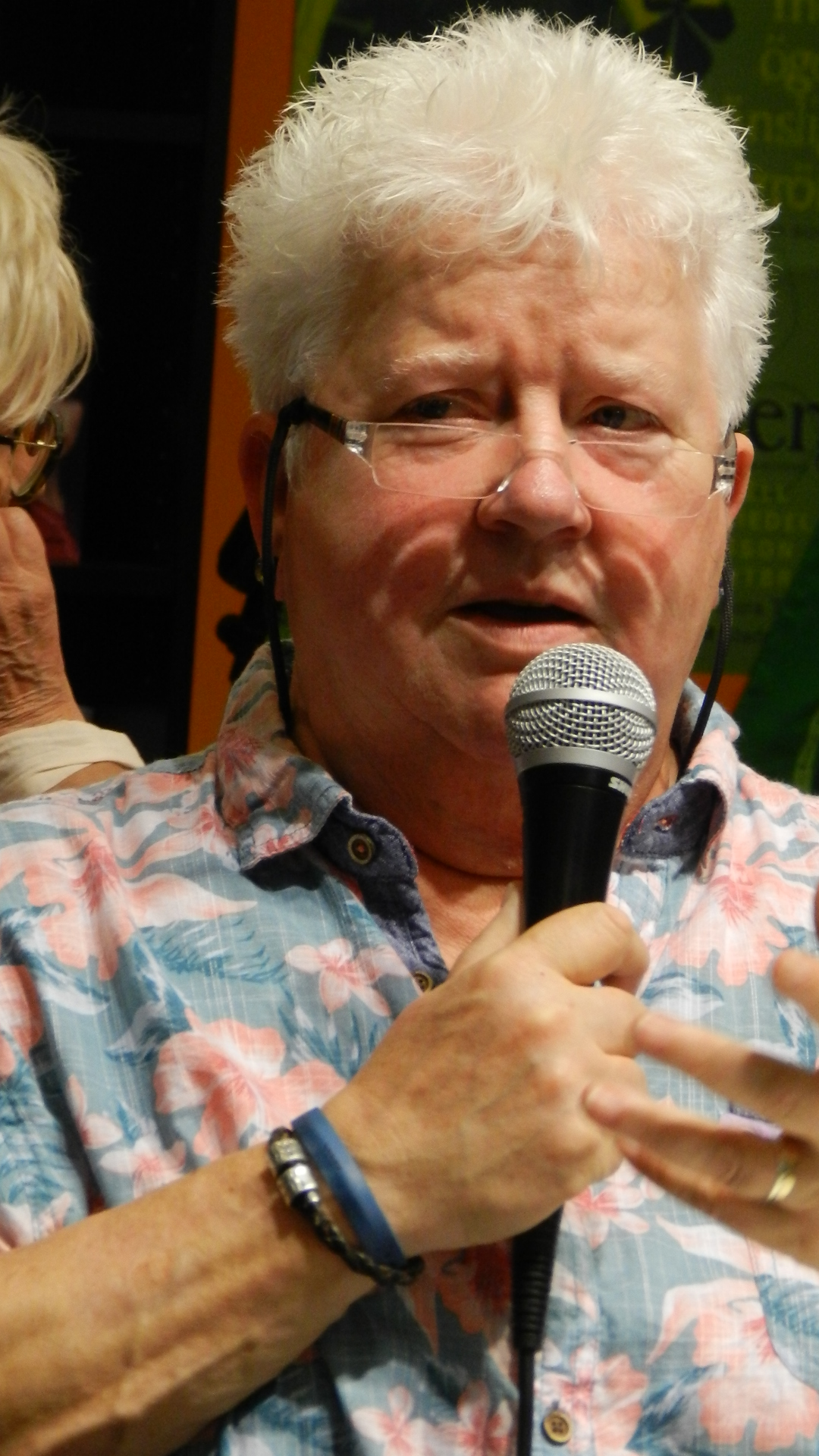
Val McDermid em 2017

Ela é lésbica e em 2010, ela ainda vivia com a editora Kelly Smith, com quem ela havia firmado uma parceria civil em 2006. Em 23 de outubro de 2016, McDermid casou-se com sua parceira de dois anos, Jo Sharp, professora de geografia na Universidade de Glasgow.
McDermid é uma feminista radical e socialista. Ela incorporou o feminismo em alguns de seus romances.

## Obras

### Colecção Lindsay Gordon
- Report for Murder (1987)
- Common Murder (1989)
- Final Edition (1991)
- Union Jack  (1993)
- Booked for Murder (1996)
- Hostage to Murder (2003)

### Colecção Kate Brannigan
- Dead Beat (1992)
- Kick Back (1993)
- Crack Down (1994)
- Clean Break (1995)
- Blue Genes (1996)
- Star Struck (1998)

### Colecção Tony Hill e Carol Jordan
- The Mermaids Singing (1995) no Brasil: O Canto das Sereias (Bertrand Brasil, 2014)
- The Wire in the Blood (1997) no Brasil: Rastro de Sangue (Bertrand Brasil, 2017)
- The Last Temptation (2002)
- The Torment of Others (2004)
- Beneath the Bleeding (2007)[7]
- Fever of the Bone (2009)
- The Retribution (2011)
- Cross and Burn (2013)
- Splinter the Silence (2015)
- Insidious Intent (2017)
- How the Dead Speak (2019)

### The Austen Project
- Northanger Abbey (2014)

### Série da Inspetora Karen Pirie
- The Distant Echo (2003) no Brasil: O Eco Distante (Bertrand Brasil, 2007)
- A Darker Domain (2008) no Brasil: Domínio Sombrio (Bertrand Brasil, 2010)
- The Skeleton Road (2014)
- Out of Bounds (2016)
- Broken Ground (2018)
- Still Life (2020)
- Past Lying (2023)
- Silent Bones (2024)

### Série Allie Burns
- 1979 (2021)
- 1989 (2022)
- 1999 (2024)

### Outros livros
- A Suitable Job for a Woman (1994); não-ficção
- The Writing on the Wall (1997); contos, edição limitada de 200 cópias
- A Place of Execution (1999) no Brasil: Um Corpo para um Crime (Bertrand Brasil, 2006)
- Killing the Shadows (2000) no Brasil: Sombras de um Crime (Bertrand Brasil, 2011)
- Stranded (2005); contos
- Crime in the Skin (2006)
- The Grave Tattoo (2006) no Brasil: Prelúdio para a Morte (Bertrand Brasil, 2009)
- Trick of the Dark (2010)
- The Vanishing Point (2012)

### Livros infantis
- My Granny is a Pirate (2012)[8]
- The High Heid Yin's New Claes (publicado no The Itchy Coo Book o Hans Christian Andersen Fairy Tales in Scots) (2020)

### Não-ficção
- A Suitable Job for a Woman (1995)
- Bodies of Evidence (2014)
- Forensics - The Anatomy of Crime (2014) [9] no Brasil: A Anatomia do Crime (Bertrand Brasil, 2024)
- Forensics: What Bugs, Burns, Prints, DNA, and More Tell Us About Crime (2015)

## Adaptações
- Wire in the Blood (wikipédia em inglês: en:Wire in the Blood) foi uma série televisiva britânica, transmitida no canal ITV de 14 novembro de 2002 até 31 outubro de 2008, com 24 episódios. A série se baseou no personagens criados por Val McDermid, precisamente na série de livros dos personagens Tony Hill e Carol Jordan.[10]